# Frank Beamer
Frank Mitchell Beamer (n. 18 de octubre de 1946) es un exjugador de fútbol americano y exentrenador universitario estadounidense. Fue el principal entrenador de fútbol americano en Virginia Tech desde 1987 hasta su último partido el 26 de diciembre de 2015. De 1981 a 1986, Beamer sirvió como el entrenador de fútbol americano principal en la Universidad Estatal Murray. El 1 de noviembre de 2015, Beamer anunció que se retiraría como entrenador al final de la temporada 2015. Una vez retirado, Beamer se quedará en Virginia Tech como asistente especial al director deportivo, donde se centrará en el avance y desarrollo de deporte.

## Primeros años y carrera como jugador
Beamer nació en Mount Airy, Carolina del Norte. Creció en una granja en Fancy Gap, Virginia y fue al instituto en Hillsville. Obtuve 11 mejores calificaciones como triple atleta en baloncesto, béisbol y futbol americano. Después asistió a Virginia Tech y empezó a jugar como Cornerback durante 3 temporadas, jugando en los Liberty Bowls en 1966 y 1968. Se graduó en 1969 en Virginia Tech y asistió a la Universidad de Radford mientras trabajaba como entrenador asistente en Radford High School.

## Carrera como entrenador
La primera experiencia de Beamer como entrenador es en 1972 cuando se convierte en asistente para la Universidad de Maryland, College Park. La temporada siguiente, se convirtió en entrenador asistente en The Citadel con Bobby Ross como entrenador principal. En The Citadel, Beamer estuvo siete temporadas, las dos últimas como coordinador defensivo. Más tarde se trasladó para convertirse en el coordinador defensivo de La Universidad Estatal de Murray en 1979 a las órdenes de Mike Gottfried. Tras dos temporadas, fue ascendido a entrenador principal y obtuvo el récord de 42-23-2 (.642) en seis años. El 22 de diciembre de 1986, Beamer fue contratado como entrenador principal en Virginia Tech, para reemplazar a Bill Dooley, cuya carrera como entrenador de nueve temporadas había sido la más exitosa en términos de victorias totales sobre el total en la historia del centro de estudios citado. Sin embargo, había sido forzado a dimitir debido a numerosas violaciones de NCAA. Beamer firmó un contrato de cuatro años con un sueldo de 80.000 dólares anuales. El nuevo director deportivo de Virginia Tech, Dale Baughman, quien había sido contratado para reemplazar a Dooley, recibió críticas por contratar a Beamer. Baughman afirmaría: "Algunas personas han cuestionado la decisión porque no es una persona con renombre. Pero es una decisión controvertida, y voy a dar la cara por ella."
Beamer se encargó de un programa de Virginia Tech que había conseguido solo seis bowl games hasta ese punto, tres de los cuales bajo las órdenes de Dooley. Paso sus primeras temporadas con una reducción de becas escolares impuestas por la NCAA debido a las infracciones del antiguo entrenador, Dooley: The Hookies estaban limitados a un total de 85 becas escolares en 1988 y 1989, y 17 becas iniciales en 1989.